# Oussama Ahammoud
Oussama Ahammoud (Amsterdam, 27 november 2000) is een Nederlands acteur. Hij speelde in diverse films en series, waaronder De libi, De Tatta's en Mocro Maffia.

## Levensloop
Ahammoud maakte in april 2017 zijn acteerdebuut in de korte film Het hele verhaal, waarin hij de rol van Hamid vertolkte. Ahammoud kreeg voornamelijk naamsbekendheid dankzij de hoofdrol van Youssef 'Muis' Taheri, die hij van van oktober 2018 tot en met februari 2021 vertolkte in de Videoland-serie Mocro Maffia. Dankzij deze rol werd Ahammoud in 2019 genomineerd voor een Gouden Kalf in de categorie beste acteur televisiedrama. In 2024 keerde hij terug in het laatste seizoen van de serie. Daarnaast was Ahammoud van november 2018 tot en met 2021 te zien in de AVROTROS-serie Vakkenvullers.
In juni 2019 maakte Ahammoud zijn debuut op het witte doek in de bioscoopfilm De libi, waarin hij de hoofdrol van Kev vertolkte. In de jaren die volgde was Ahammoud te zien in de films Met mes, De Tatta's en De Tatta's 2.

### In opspraak
In maart 2021 raakte Ahammoud in opspraak nadat hij in een livestream op Instagram aanwezig was waarin Bilal Wahib een minderjarige jongen geld aanbood voor het tonen van zijn geslachtsdeel, wat deze voor het oog van de kijkers deed. Hierop liet Facebook weten dat Ahammoud nooit meer welkom is op zowel Facebook als Instagram. Ook Bilal Wahib werd voorgoed verbannen.
In april 2025 werd Ahammoud vervolgd voor rijden onder invloed van lachgas, het bezit van lachgas en het leveren van de recreatieve drug aan anderen. Diezelfde maand werd hij veroordeeld tot een taakstraf van 180 uur, een voorwaardelijke celstraf van twee maanden en moest hij zes maanden zijn rijbewijs inleveren voor het in bezit hebben van en rijden onder invloed van lachgas. Ahammoud ging tegen deze uitspraak in hoger beroep.

## Filmografie

### Film
- 2017: Het hele verhaal, als Hamid
- 2019: De libi, als Kev
- 2020: Paradise Drifters, als jongen in woongroep
- 2022: Met mes, als Redouan
- 2022: De Tatta's, als Ilias
- 2023: De Tatta's 2, als Ilias
- 2025: Nachtraven, als Kofi

### Televisie

#### Als acteur
- 2018-2020, 2024: Mocro Maffia, als Youssef 'Muis' Taheri
- 2018-2021: Vakkenvullers, als Rimon
- 2019: Morten, als Bilal Limam
- 2020: Nieuw zeer, als verschillende personages
- 2023: Flikken Maastricht, als Mustafa Ziyech

#### Overig
- 2021: Hunted, als deelnemer (samen met Bilal Wahib)
- 2024: Boxing Influencers, tegen Goudtje[13]